# Laisena Tuba
Laisena Tuba (13 agosto 1978) è un ex calciatore figiano, di ruolo portiere.

## Carriera

### Club
Ha giocato tutta la carriera nel campionato figiano.

### Nazionale
Ha debuttato in Nazionale nel 1998. Ha partecipato, con la Nazionale, alla Coppa delle nazioni oceaniane 2004.